# Nandigram
Nandigram (en bengali : নন্দীগ্রাম) est une upazila du Bangladesh dans le district de Bogra. En 2011, elle dénombre 180 802 habitants.